# Îles d'Entrecasteaux
Pour les articles homonymes, voir l'explorateur ou la commune du Var.
Ne pas confondre avec les Récifs d'Entrecasteaux.
Les îles d'Entrecasteaux forment un archipel de la  mer des Salomon situé à l'est de la Papouasie-Nouvelle-Guinée, à proximité des Louisiades.

## Toponymie
L'archipel est nommé en l'honneur d'Antoine Bruny d'Entrecasteaux après leur découverte pendant l'expédition d'Entrecasteaux.

## Géographie
L'archipel est composé des îles principales suivantes :
- île Normanby, dont l'agglomération principale est Esa'ala au nord de l'île ;
- île Fergusson ;
- île Goodenough ;
- île Sanaroa ;
- île Dobu ;

plus un certain nombre d'îlots et de récifs coralliens.
Elles sont séparées de la Nouvelle-Guinée par les détroits de Goschen et de Ward Hunt (en).

## Administration
Administrativement, elles font partie de la province de Baie de Milne.

## Langue véhiculaire
La langue véhiculaire dans la plupart des îles d'Entrecasteaux est le dobu, utilisé par environ 100 000 locuteurs. Ses locuteurs utilisent également d'autres langues proches: le motu, les Vivigani de Goodnough parlent l'iduna (en), et aussi l'anglais.